# Mircea Neșu
Dr. Mircea Neșu (n. 29 septembrie 1940, Cacica, România – d. 20 octombrie 2014, Oradea, România) a fost un fotbalist român care a jucat pe postul de mijlocaș.

## Carieră

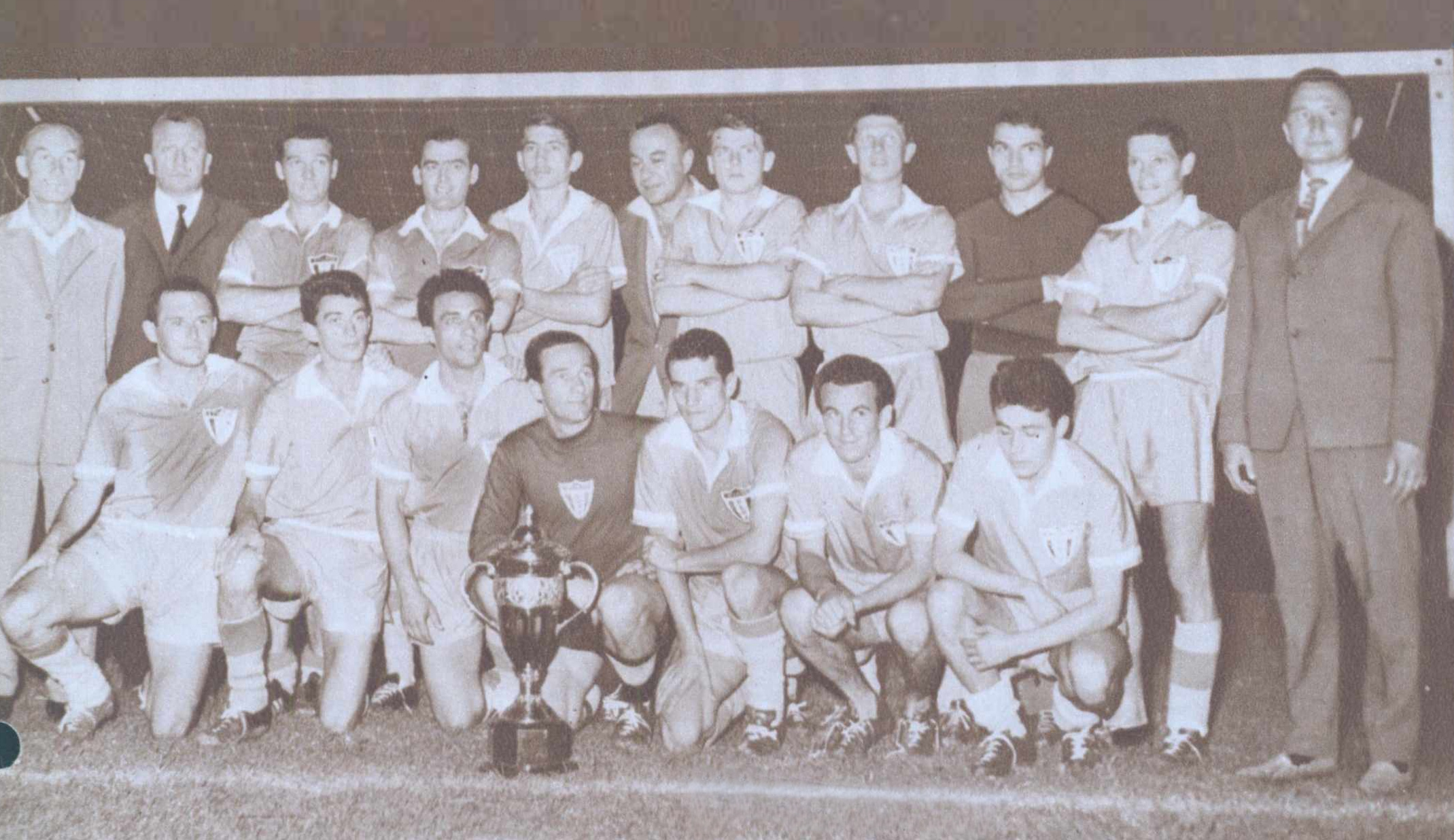
Neșu (al doilea de la dreapta, pe rândul din spate) cu echipa Știința Cluj în 1965.

Mircea Neșu a făcut parte din echipa națională de juniori care a câștigat Turneul UEFA din 1962, actualul Euro U19. A jucat 145 de meciuri pentru echipele Crișana Oradea, Viitorul București, Universitatea Cluj și Crișul Oradea. A jucat 99 de meciuri în Divizia A, marcând cinci goluri pentru Universitatea Cluj, echipă cu care a câștigat și singurul trofeu din carieră, Cupa României 1964–65. După ce și-a încheiat cariera de jucător, a devenit arbitru și a arbitrat meciuri de fotbal din Divizia A și Divizia B în perioada 1978–1986. A arbitrat și la nivel internațional.
În 1992, Neșu a fost candidatul Convenției Democrate Române la funcția de primar al orașului Oradea, dar a pierdut alegerile în fața lui Petru Filip. A lucrat, de asemenea, ca medic. Fiul său, Mihai Neșu, și nepotul său, Nikos Barboudis, au fost și ei fotbaliști.

## Palmares
Crișana Oradea
- Divizia B: 1961–62

Universitatea Cluj
- Cupa României: 1964–65[9][13][14]

Crișul Oradea
- Divizia B: 1970–71

## Distincții
- Ordinul Muncii clasa a III-a (30 aprilie 1962) „pentru cucerirea primului loc în Turneul European de Fotbal Juniori (U.E.F.A.)”[15]
- Ordinul „Meritul Sportiv” clasa a III-a (2008)[16]